# Piabuna reclusa
Piabuna reclusa är en spindelart som beskrevs av Willis J. Gertsch och Davis 1940. Piabuna reclusa ingår i släktet Piabuna och familjen flinkspindlar. Inga underarter finns listade i Catalogue of Life.